# Jami

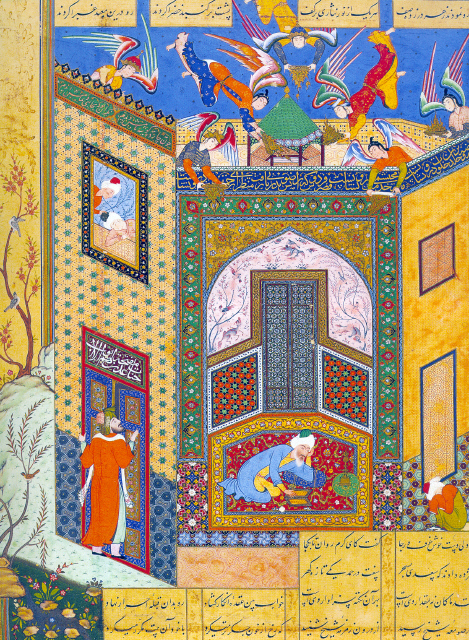
Ilustración del Jardín de rosas del Pio de Jami del año 1553. La imagen presenta una mezcla de poesía y miniaturas persas, tal como es común en numerosas obras de la literatura persa.

Nur ad-Dīn Abd ar-Rahmān Jāmī (en persa: نورالدین عبدالرحمن جامی‎) también conocido como Mawlanā Nūr al-Dīn 'Abd al-Rahmān o Abd-Al-Rahmān Nur-Al-Din Muhammad Dashti, o simplemente Jami o DJāmī y en Turquía Molla Cami (7 de noviembre de 1414 – 9 de noviembre de 1492), fue un poeta persa que alcanzó fama por sus logros como estudioso prolífico y escritor de literatura mística Sufi. Fue un poeta -teólogo prominente de la escuela de Ibn Arabi y un Khwājagānī Sũfī, reconocido por su elocuencia y por su análisis de la misericordia metafísica. Sus obras poéticas más famosas son Haft Awrang, Tuhfat al-Ahrar, Layla wa -Majnun, Fatihat al-Shabab, Lawa'ih, Al-Durrah al-Fakhirah.

## Biografía
Jami nació en Jam, (moderna provincia de Ghor, Afganistán) en Jorasán. Anteriormente, su padre Nizām al-Dīn Ahmad b. Shams al-Dīn Muhammad había procedido de Dasht, una pequeña ciudad del distrito de Isfahán. Pocos años después de su nacimiento, su familia emigró a Herat, donde pudo estudiar peripatetismo, matemáticas, literatura persa, ciencias naturales, lengua árabe, lógica, retórica y filosofía islámica en la Nizamiyyah. Universidad. Su padre, también sufí, se convirtió en su primer maestro y mentor. Durante su estancia en Herat, Jami ocupó un puesto importante en la corte timúrida, involucrado en la política, la economía, la filosofía y la vida religiosa de la época.
Debido a que su padre era de Dasht, el seudónimo de Jami al principio era "Dashti", pero más tarde optó por usar "Jami" por dos razones que más tarde mencionó en un poema:
مولدم جام و رشحهء قلمم 

جرعهء جام شیخ الاسلامی است 

لاجرم در جریدهء اشعار 

به دو معنی تخلصم جامی است
Mi lugar de nacimiento es Jam, y mi pluma
Ha bebido del (conocimiento del) Sheikh-ul-Islam (Ahmad) Jam
De ahí que en los libros de poesía
Mi seudónimo es Jami por estas dos razones.
Jami fue mentor y amigo del famoso poeta turco Alisher Navoi, como demuestran sus poemas:
```

```

 او که یک ترک بود و من تاجیک،  
  هردو داشتیم خویشی نزدیک. 
 U ki  yak Turk bud va man Tajik  
  Hardu doshtim kheshii nazdik 

 Si bien él era túrquico, y yo soy tajik,   
 Estabamos felices juntos.

Posteriormente, se dirigió a Samarcanda, el centro de estudios científicos más importante del mundo musulmán y completó allí sus estudios. Se embarcó en una peregrinación que mejoró enormemente su reputación y consolidó aún más su importancia en el mundo persa. Jami tenía un hermano llamado Molana Mohammad, que era, al parecer, un hombre culto y un maestro en música, y Jami tiene un poema lamentando su muerte. Jami tuvo cuatro hijos, pero tres de ellos murieron antes de cumplir el primer año. El hijo superviviente se llamaba Zia-ol-din Yusef y Jami escribió su Baharestan para este hijo.

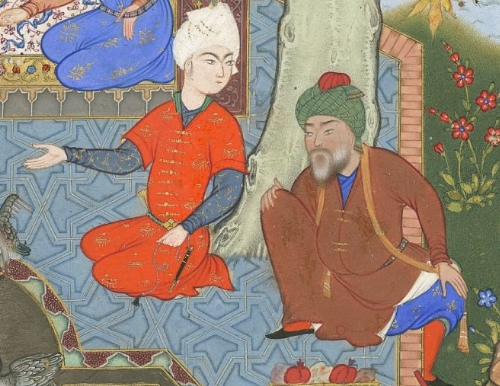
Un joven pide consejo a su padre sobre el amor del Haft Awrang de Jami, en el relato "Un padre aconseja a su hijo sobre el amor". (Véase Nazar ila'l-murd Smithsonian Institution, Washington, D.C.).

Al final de su vida vivía en Herat. Su epitafio reza: "Cuando tu rostro se oculta de mí, como la luna oculta en una noche oscura, derramo estrellas de lágrimas y, sin embargo, mi noche sigue siendo oscura a pesar de todas esas estrellas brillantes." Existen diversas fechas sobre su muerte, pero la mayoría afirma que fue en noviembre de 1492. Aunque, la fecha real de su muerte es algo desconocida el año de su muerte marca un final tanto de su mayor poesía y contribución, sino también un año crucial de cambio político donde España ya no estaba habitada por los árabes después de 781 años. Su funeral fue presidido por el príncipe de Herat y contó con la asistencia de un gran número de personas, lo que demuestra su profundo impacto.

## Enseñanzas y sufismo
En su papel de shaykh sufí, que comenzó en 1453, Jami expuso una serie de enseñanzas sobre el seguimiento del camino sufí. Creó una distinción entre dos tipos de sufíes, ahora denominados espíritu "profético" y espíritu "místico". Jami es conocido tanto por su extrema piedad como por su misticismo. Siguió siendo un suní acérrimo en su camino hacia el sufismo y desarrolló imágenes del amor terrenal y su empleo para representar la pasión espiritual del buscador de Dios. Comenzó a interesarse por el sufismo a una edad más temprana, cuando recibió la bendición de un asociado principal, Khwaja Mohammad Parsa, que pasó por la ciudad. A partir de ahí buscó la guía de Sa'd-alDin Kasgari basándose en un sueño en el que se le decía que tomara a Dios y se convirtiera en su compañero. Jami siguió a Kasagari y ambos quedaron unidos al casarse Jami con la nieta de Kasgari. Era conocido por su compromiso con Dios y su deseo de separarse del mundo para estar más cerca de Dios, lo que a menudo le hacía olvidar las normalidades sociales.

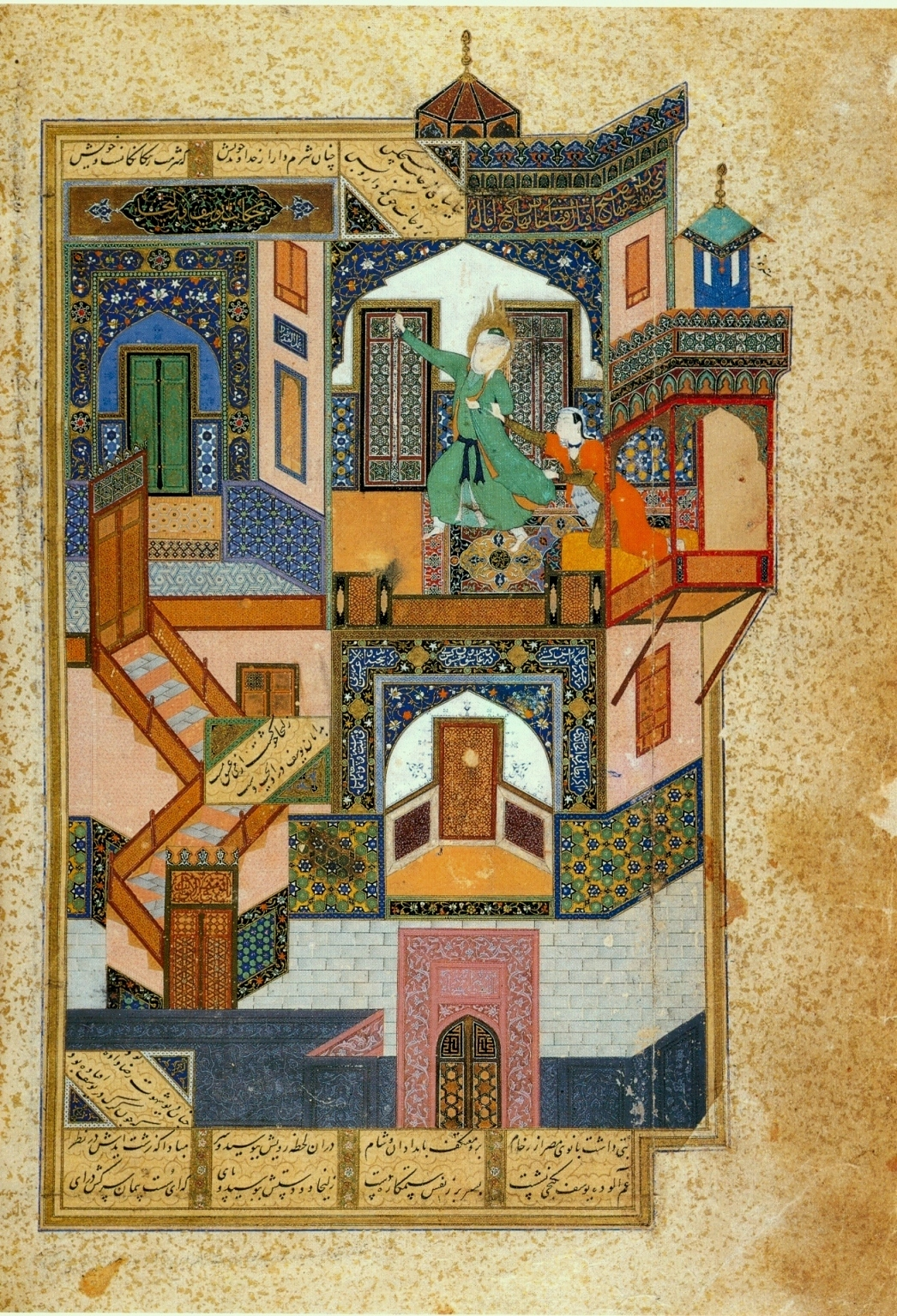
Yusuf y Zulekha (José perseguido por la esposa de Potiphar), miniatura de Behzād, 1488.

Tras su reaparición en el mundo social, se involucró en una amplia gama de actividades sociales, intelectuales y políticas en el centro cultural de Herat. Se comprometió con la escuela de Ibn Arabi, enriqueciéndola en gran medida, analizándola y también cambiándola. Jami continuó creciendo en una mayor comprensión de Dios a través de visiones y hazañas milagrosas, con la esperanza de alcanzar una gran conciencia de Dios en compañía de un bendecido por Él. Creía que había tres objetivos para lograr la "presencia permanente con Dios" a través de la incesanteidad y el silencio, ser inconsciente del propio estado terrenal, y un estado constante de un guía espiritual. Jami escribió sobre su sentimiento de que Dios estaba en todas partes e inherentemente en todo. También definió términos clave relacionados con el sufismo, incluyendo el significado de la santidad, el santo, la diferencia entre el sufí y el que aún se esfuerza en el camino, los buscadores de la culpa, varios niveles de tawhid y las hazañas carismáticas de los santos. A menudo, la metodología de Jami no seguía la escuela de Ibn Arabi, como en la cuestión de la dependencia mutua entre Dios y sus criaturas, donde Jami afirmaba: "Nosotros y Tú no estamos separados el uno del otro, pero nosotros Te necesitamos, mientras que Tú no nos necesitas".
Jami creó una unidad que lo abarcaba todo y que hacía hincapié en la unidad con el amante, el amado y el amado, eliminando la creencia de que estaban separados. Jami se vio influido en muchos aspectos por varios predecesores y sufíes actuales, incorporando sus ideas a las suyas y desarrollándolas aún más, creando un concepto totalmente nuevo. En su opinión, el amor al Profeta Mahoma era el peldaño fundamental para iniciar el viaje espiritual. Jami sirvió de maestro a varios seguidores y a un estudiante que le pidió ser su alumno y que afirmaba no haber amado nunca a nadie, le dijo: "Ve y ama primero, luego ven a mí y te mostraré el camino"  Durante varias generaciones, Jami tuvo un grupo de seguidores que representaban su conocimiento e impacto. Jami sigue siendo conocido no sólo por su poesía, sino por sus tradiciones eruditas y espirituales del mundo de habla persa. Al analizar la obra de Jami la mayor contribución puede haber sido su análisis y discusión de la misericordia de Dios hacia el hombre, redefiniendo la forma en que se interpretaban los textos anteriores.

## Obras

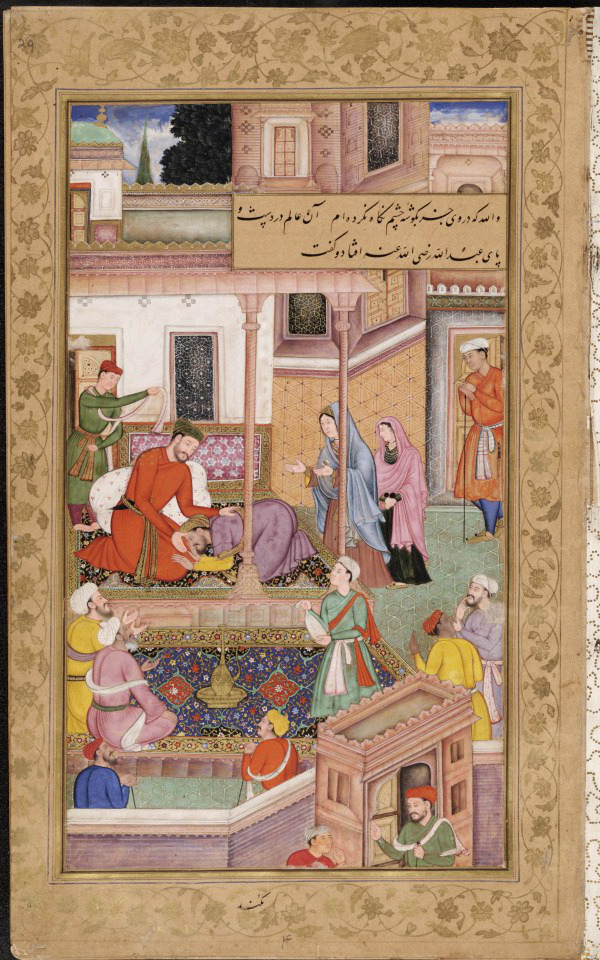
Ilustración del Bahâristân, fechado en 1595, con dos líneas de texto.

Jami escribió aproximadamente ochenta y siete libros y cartas, algunos de los cuales se han traducido al inglés. Sus obras van de la prosa a la poesía, y de lo mundano a lo religioso. También ha escrito obras de historia y ciencia. Además, a menudo comenta la obra de teólogos, filósofos y sufíes anteriores y actuales. En Herat, su manual de diseño de riego incluía dibujos y cálculos avanzados y sigue siendo una referencia clave para el departamento de riego.
Su poesía se ha inspirado en los ghazals de Hafiz, y en su famoso y bello diván Haft Awrang (Siete Tronos) está, según él mismo admite, influido por las obras de Nizami. Los Haft Awrang, también conocidos como los masnavis largos o mathnawis, son una colección de siete poemas. Cada poema trata una historia diferente, como el Salaman va Absal, que narra la atracción carnal de un príncipe por su nodriza. A lo largo del relato, Jami utiliza un simbolismo alegórico para representar las etapas clave del camino sufí, como el arrepentimiento, y exponer cuestiones filosóficas, religiosas o éticas. Cada uno de los símbolos alegóricos tiene un significado que destaca el conocimiento y el intelecto, en particular de Dios. Esta historia refleja la idea de Jamī del rey sufí como el gobernante islámico medieval ideal que debe arrepentirse y emprender el camino sufí para darse cuenta de su rango como "verdadero" vicerregente de Dios y acercarse más a Dios. Además, Jami es conocido por sus tres colecciones de poemas líricos que abarcan desde su juventud hasta el final de su vida y que se titulan Fatihat al-shabab (El comienzo de la juventud), Wasitat al-'ikd (La perla central del collar) y Khatimat al-hayat (La conclusión de la vida). A lo largo de la obra de Jami surgen referencias al sufismo y a los sufíes como temas clave. Una de sus ideas más profundas fueron las explicaciones místicas y filosóficas de la naturaleza de la misericordia divina, fruto de sus comentarios a otras obras.

## Impacto en el arte
Jami también es conocido por su influencia en la poesía y por estar incluido en la pintura persa que representa la historia de Persia a través de pinturas manuscritas. La mayor parte de su propia literatura incluía ilustraciones, algo que aún no era habitual en la literatura. La profunda poesía de Jami suele ir acompañada de pinturas enriquecidas que reflejan la complejidad de la obra de Jami y la cultura persa.

## Impacto de las obras de Jami
Jami trabajó dentro de la corte Tīmūrid de Herat ayudando a servir como intérprete y comunicador. Su poesía reflejaba la cultura persa y fue popular a través del Oriente islámico, Asia Central y el subcontinente indio. Su poesía abordaba ideas populares que llevaron a sufíes y no sufíes a interesarse por su obra. Fue conocido no sólo por su poesía, sino también por sus obras teológicas y sus comentarios sobre la cultura. Su obra se utilizó en varias escuelas, desde Samarcanda hasta Estambul y Khayrābād en Persia, así como en el Imperio mogol. Durante siglos, Jami fue conocido por su poesía y sus profundos conocimientos. En el último medio siglo Jami ha comenzado a ser descuidado y sus obras olvidadas, lo que refleja un problema general en la falta de investigación de los estudios islámicos y persas.

## Divánde Jami
Entre sus obras se cuentan:
- Baharestan Inspirado en el Gulestan del poeta Saadi
- Diwanha-ye Sehganeh (Triplet Divans)
- Al-Fawaed-Uz-Ziya'iya.[19] Un comentario sobre el tratado de gramática árabe Al-Kafiya de Ibn al-Hajib. Este comentario ha sido un texto básico de la curricula de las madrasas Otomanas denominado por el nombre de su autor Molla Cami.[20]
- Haft Awrang (Siete Tronos) Su obra poética más importante. La quinta de las siete historias es su aclamada "Yusuf y Zulaykha", que cuenta la historia de José y la esposa de Potiphar basada en el Corán.
- Jame -esokanan-e Kaja Parsa
- Lawa'ih Un tratado sobre el Sufismo (Rayos de luz)
- Nafahat al-Uns (Soplos de hermandad) Biografías de los Santos Sufis
- Resala-ye manasek-e hajj
- Resala-ye musiqi
- Resala-ye tariq-e Kvajagan
- Resala-ye sarayet-e dekr
- Resala-ye so al o jawab-e Hendustan
- Sara-e hadit-e Abi Zarrin al-Aqili
- Sar-rešta-yetariqu-e Kājagān (La quintaesencia del camino de los maestros)
- Shawahidal-nubuwwa (Signos distintivos de profecía)
- Tajnīs 'al-luġāt (Homonymy/Punning of Languages) Una obra lexicográfica que contiene  lemas homónimos persas y árabes.[21]
- Tuhfat al-ahrar (El don del Noble)[22]

Entre sus obras también se cuentan contribuciones a obras que le antecedieron y a obras que fueron creadas inspiradas en sus propias ideas.